# Bando (Ibaraki)
Bando (Japans: 坂東市, Bandō-shi) is een stad in de prefectuur Ibaraki op het eiland Honshu in Japan. De stad heeft een oppervlakte van 123,18 km² en medio 2008 bijna 57.000 inwoners.

## Geschiedenis
Op 22 maart 2005 is Bando als stad (shi) opgericht na samenvoeging van de stad Iwai (岩井市, Iwai-shi) en de gemeente Sashima (猿島町, Sashima-machi).

## Verkeer
Bando ligt aan de autoweg 354.

## Stedenband
Bando, voorheen Iwai, heeft een stedenband met
- Pine Bluff, Verenigde Staten, sinds 9 november 1986

## Geboren in Bando
- Makoto Takimoto (瀧本 誠, Makoto Takimoto), judoka
- Wakanami Jun (若浪 順, Wakanami, Jun), sumoworstelaar

## Aangrenzende steden
- Joso
- Koga
- Noda